# Formación Sierra Barrosa
La Formación Sierra Barrosa es una formación geológica de la Cuenca Neuquina en las provincias patagónicas de Mendoza y Neuquén, al norte de la región. La formación data del Cretácico Superior, específicamente del Coniaciano medio a tardío, y forma parte del Subgrupo Río Neuquén dentro del Grupo Neuquén. Se apoya sobre la Formación Los Bastos y es recubierta por la Formación Plottier. Al igual que la unidad subyacente, está compuesta por lutitas y areniscas depositadas en un ambiente fluvial.

## Descripción
La formación fue nombrada por Garrido en 2010 como una unidad arenosa que suprayace de forma concordante y transicional a la Formación Los Bastos, la cual a su vez se apoya sobre la Formación Portezuelo, dentro de la cual ambas unidades solían estar incluidas. Del mismo modo, la Formación Sierra Barrosa subyace a la Formación Plottier, todas pertenecientes al Subgrupo Río Neuquén del Grupo Neuquén dentro de la Cuenca Neuquina. La unidad hoy conocida como Formación Sierra Barrosa estaba incluida en la definición original de Herrero Ducloux (1938, 1939) como “Portezuelo Superior”, dentro de los "Estratos Portezuelo" que describió.
La localidad tipo de la formación se encuentra en el borde sur de la homónima Sierra Barrosa, al este del Cerro Challacó. Allí, la formación alcanza un espesor máximo de 62 metros. Se compone de areniscas de grano fino a medio intercaladas con delgados niveles de lutitas. Tiene características litológicas similares a la Formación Portezuelo y fue depositada en un ambiente fluvial caracterizado por canales altamente sinuosos. A partir de las relaciones estratigráficas con las unidades adyacentes, se estima que su edad corresponde al Coniaciano medio a tardío.

## Paleontología

### Cocodrilomorfos
| Género        | Especie       | Localidad          | Material                               | Notas                                                | Imagen |
| ------------- | ------------- | ------------------ | -------------------------------------- | ---------------------------------------------------- | ------ |
| Comahuesuchus | C. bonapartei | Cantera Futalongko | Mandíbula inferior parcial (MUCPv 597) | Notosuquio; posiblemente de la Formación Portezuelo. |        |

### Dinosaurios

#### Ornitópodos
| Género            | Especie        | Localidad        | Material                | Notas     | Imagen |
| ----------------- | -------------- | ---------------- | ----------------------- | --------- | ------ |
| Macrogryphosaurus | M. gondwanicus | Lago Mari Menuco | Esqueleto casi completo | Elasmario |        |

#### Saurópodos
| Género        | Especie      | Localidad         | Material                                  | Notas        | Imagen |
| ------------- | ------------ | ----------------- | ----------------------------------------- | ------------ | ------ |
| Kaijutitan    | K. maui      | Cañadón Mistringa | Esqueleto parcial                         | Titanosaurio |        |
| Mendozasaurus | M. neguyelap | Arroyo Seco       | Esqueleto parcial y huesos desarticulados | Titanosaurio |        |

#### Terópodos
| Género             | Especie         | Localidad         | Material                                            | Notas                                                              | Imagen |
| ------------------ | --------------- | ----------------- | --------------------------------------------------- | ------------------------------------------------------------------ | ------ |
| Tetanurae indet.   | Indeterminado   | Cañadón Mistringa | Extremo proximal de tibia izquierda (MAU-PV-CM-653) | Considerado un alosauroide indeterminado, con afinidad megaraptora |        |
| Maniraptora indet. | Indeterminado   | Arroyo Seco       |                                                     | Maniraptor                                                         |        |
| Murusraptor        | M. barrosaensis | Sierra Barrosa    | Esqueleto parcial (MCF-PVPH-411)                    | Megaraptórido                                                      |        |